# Phyllostachys nigra
Espèce
Classification phylogénétique
Phyllostachys nigra, ou bambou noir, est un bambou du genre Phyllostachys.
C'est un bambou de taille moyenne, haut de 7 à 8 mètres, avec des chaumes qui sortent verts puis deviennent noirs à partir de la troisième année.
Premier bambou introduit en France en 1827 et réintroduit par le contre-amiral Jean-Baptiste Cécille en 1846, il est originaire de Chine.
Le cultivar Phyllostachys nigra 'Henonis' a des chaumes qui restent verts.

## Floraison
Comme toutes les variétés de bambous, le bambou noir fleurit rarement, mais de façon synchrone. La dernière floraison a été observées en 1932 et était synchrone sur toute la planète. Après une période de floraison de plusieurs années, la bambouseraie meurt avant de repousser.

## Variétés

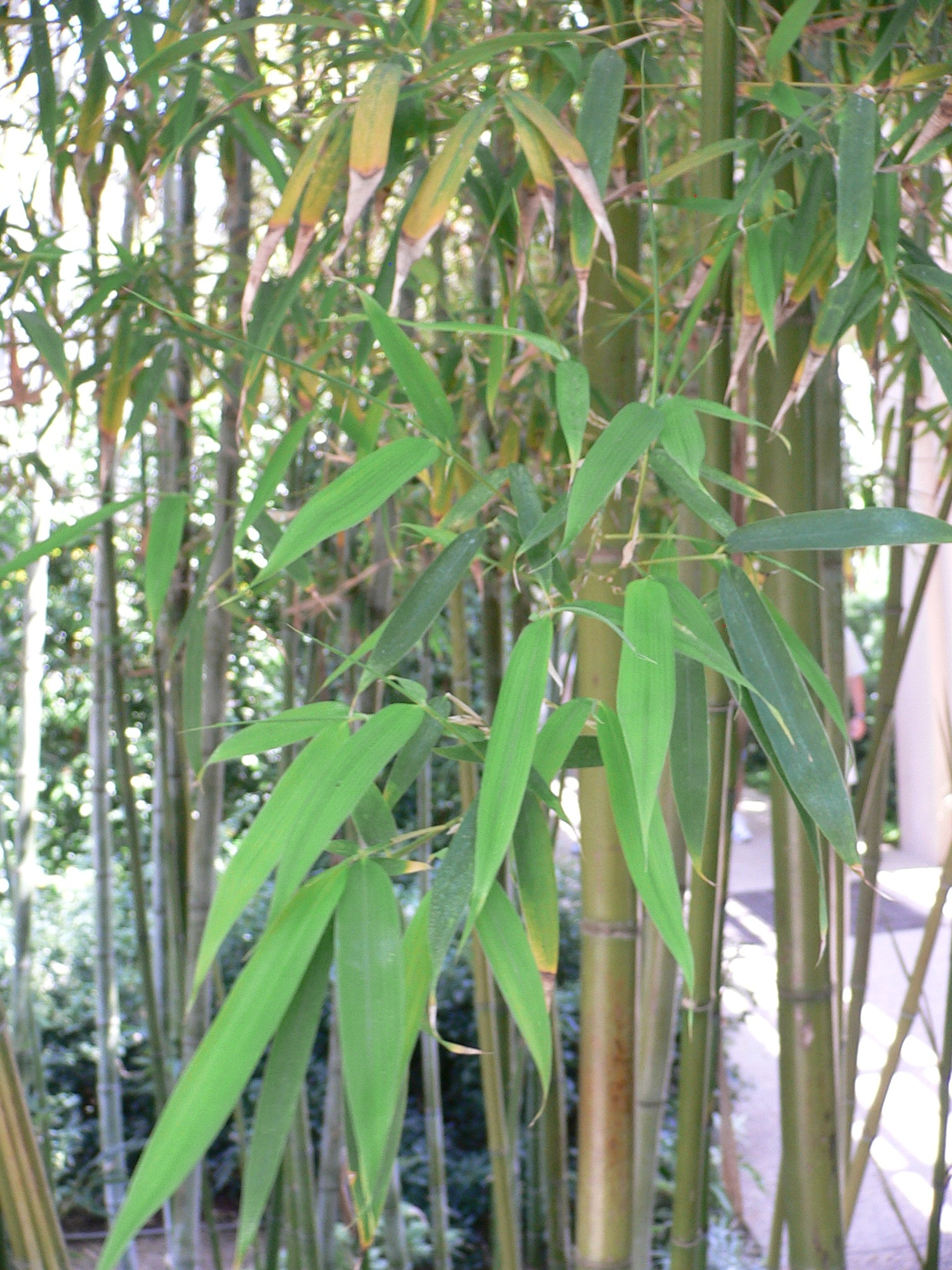
Phyllostachys nigra var Henonis

Phyllostachys nigra var Henonisaux chaumes jaunes 
Phyllostachys nigra var Boryanabambou tigre aux chaumes tachetés de brun